# Saturday Review (revistă americană)
Saturday Review, anterior The Saturday Review of Literature, a fost o revistă săptămânală americană înființată în 1924. Norman Cousins a fost redactor-șef din 1940 până în 1971.
La apogeul său, Saturday Review a fost influentă prin prezența în redacția sa a mai multor critici foarte citiți de public (de exemplu, Wilder Hobson, critic muzical Irving Kolodin și criticii de teatru John Mason Brown și Henry Hewes) și a fost cunoscută adesea prin inițialele sale, ca SR. Ea n-a fost niciodată foarte profitabilă și în cele din urmă a cedat în fața declinului revistelor de interes general, reviste după restructurare și a încercat să se reinventeze de mai multe ori în cursul anilor 1970 și 1980.

## Istoria publicării
Din 1920 până în 1924 Literary Review a fost suplimentul de sâmbătă al ziarului New York Evening Post. Henry Seidel Canby l-a înființat ca publicație separată în 1924. Bernard DeVoto a fost redactor-șef în perioada 1936-1938. În 1950 John Barkham a devenit acolo referent de carte. Revista a fost cunoscută până în 1952 sub numele de The Saturday Review of Literature.
Revista a fost achiziționată de către McCall Corporation în 1961.
Saturday Review a atins tirajul maxim de 660.000 de exemplare în 1971. Longevivul redactor Norman Cousins a demisionat atunci când revista a fost vândută, împreună cu McCall Books, unui grup condus de doi cofondatori ai Psychology Today, pe care o vânduseră recent companiei Boise Cascade. Ei au împărțit revista în patru publicații lunare separate și au redenumit compania editorială Saturday Review Press, dar experimentul s-a încheiat cu intrarea în insolvență doi ani mai târziu. Fostul redactor-șef Cousins a achiziționat-o și a recombinat-o cu World, noua revistă pe care o fondase în acest timp. Revista a fost numită SR World înainte de a reveni la numele Saturday Review. Compania Saturday Review Press a fost vândută separat lui E. P. Dutton. Revista a fost vândută în 1977 unui grup condus de Carll Tucker, care a revândut-o în 1980 companiei Macro Communications, proprietara revistei de afaceri Financial World. Ea a devenit iarăși insolvabilă în 1982 și a fost vândută antreprenorului Jeffrey Gluck din Missouri. Un nou grup de investitori a republicat revista în 1984, pentru o scurtă perioadă. Potrivit afirmațiilor lui Greg Lindsay dintr-un articol publicat 20 de ani mai târziu în Folio, majoritatea oamenilor consideră că 1982 este „anul în care Saturday Review a murit”.
Bob Guccione, editorul revistei Penthouse, a achiziționat toate proprietățile în 1987 și a folosit pentru o scurtă perioadă titlul începând din 1993 pentru o publicație online a AOL.

## Renașterea actuală
În decembrie 2010 editorialistul secțiunii de afaceri de la The Philadelphia Inquirer Joseph N. DiStefano a afirmat pe blogul său că John T. Elduff de la JTE Multimedia plănuia să revigoreze Collier și Saturday Review ca reviste tipărite și on-line — publicându-le în principal „pentru americani între 55 și 90 de ani”. Ambele „aveau o cotă de interes generoasă în urma cercetării de piață” și arătau ca și cum ar fi fost publicate în anii 1950.
În 2011 JTE Multimedia a făcut uz de numele Saturday Review pe site-ul său Internet, Saturday Review–Drug Trials, pentru a prezenta cercetările clinice cu privire la consumul de droguri, cu accent pe rezultatele neconcludente și negative ale studiului. Site-ul a dispărut în 2016 cu pagina sa de start aproape neschimbată de la data lansării.

## Legături externe
- UNZ archive of Saturday Review full text of issues from Jan 1925 - June 1986